# 徐允錫
徐允錫（1928年9月9日—1998年？），北韓政治人物，曾為朝鮮勞動黨中央政治局委員、黨中央委員會委員及平安南道黨責任書記。1998年，他被捲入深化組事件並遭到酷刑折磨，有傳他因而精神失常，此後下落不明。

## 生平
徐允錫出生於平安南道，後於金日成高級黨校和金日成綜合大學畢業。1964年，他成為黨中央委員會組織指導部的副部長。1970年，被委任為海州市和黄海南道的黨責任書記。同年，還入選黨中央候補委員的名單。兩年後的最高人民會議選舉中，他成功當選為代議員。1978年，被任命為平壤市黨責任書記兼市人民委員會委員長。1980年，晉升為黨中央委員會委員。1982年，他一舉被提拔為政治局的委員及平壤市經濟指導委員會委員長，又再度成為最高人民會議的代議員。同年，又獲金日成勛章。1985年，獲留任為平壤市人民委員會委員長。翌年，又兼任平安南道黨責任書記及當地的人民委員長，並第三度出任最高人民會議的代議員。
1990年，徐允錫第四度當選為代議員。1994年，最高領導人金日成離世，徐允錫被繼承人金正日選為治喪委員會的成員。1998年9月，他忽然被罷免平安南道黨責任書記兼人民委員會委員長，其後又被褫奪政治局委員職務。同期，徐允錫又因私人恩怨而被主持深化組事件的張成澤列為清洗目標，他與其家人也被投進集中營，並遭到電刑、冰刑和拔掉手腳趾甲等多項酷刑的折磨。有報導指，他因而精神失常。之後，再沒有關於他的消息。

## 資料來源
1. 1 2  （页面存档备份，存于） "[북한 언론의 겉과 속 '심화조’ 피해자 우상화 선전 이용" Voice Free Asia 2011 3 2
2. 1 2 3 4  서윤석(徐允錫)
3. ↑  .   [2014-02-27]. （原始内容存档于2019-09-19）.
4. ↑   "血淋淋的真相：「深化組事件」" 《Daily NK》 2010 1 8